# 母油鸭
母油鸭是中国苏州苏帮菜的著名传统菜式。以太湖麻鸭为原料，用母油（酿制的头道酱油）为调料，文火煨制数小时之久。该菜式口感酥烂而不失形。